# Giv'at ha-Matos

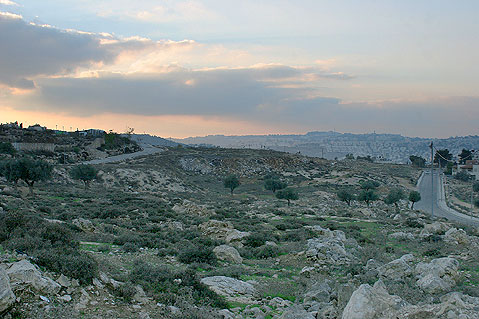
Zástavba ve čtvrti

Giv'at ha-Matos (hebrejsky: גבעת המטוס, doslova Letadlový vrch) je židovská městská čtvrť v jižní části Jeruzaléma v Izraeli, ležící ve Východním Jeruzalému, tedy v části města, která byla okupována Izraelem v roce 1967 a začleněna do hranic města.

## Geografie
Leží v nadmořské výšce cca 800 metrů, cca 5 kilometrů jihozápadně od Starého Města. Na východě s ní sousedí administrativně samostatná židovská vesnice Ramat Rachel, na severu a západě arabská čtvrť Bejt Safafa. Leží na mírné vyvýšenině, která se severozápadním směrem svažuje do údolí vádí Nachal Refa'im, které teče k jihozápadu a rychle se zařezává do okolní krajiny. Podél něj vedla Zelená linie, která do roku 1967 rozdělovala Jeruzalém. Jihovýchodně od čtvrti leží vrch Giv'at ha-Arba'a a za ním židovská čtvrť Har Choma.

## Dějiny
Na konci první arabsko-izraelské války po podepsání dohod o příměří z roku 1949 byla tato lokalita začleněna do zóny okupované Jordánskem. V roce 1967 byla okupována Izraelem a začleněna do hranic města Jeruzalém. Dnešní čtvrť zde vznikla roku 1991. Zástavbu v současnosti tvoří provizorní mobilní buňky osídlené etiopskými Židy. Počátkem 21. století se plánovalo zde provést masivní bytovou výstavbu. Plány sestávaly ze čtyř fází, s 2337, 549, 813 a 1100 bytovými jednotkami. Proti záměru vystoupila organizace Ir amim, která v letech 2008–2010 proti plánům podala stížnosti. Kritizovala zejména riziko, že nová výstavba omezí rozvoj sousední arabské čtvrti Bejt Safafa.